# سيد غروسمان
سيد غروسمان (بالإنجليزية: Sid Grossman)‏ هو مصور أمريكي، ولد في 25 يونيو 1913 في نيويورك في الولايات المتحدة، وتوفي بنفس المكان في 31 ديسمبر 1955.

## روابط خارجية
- سيد غروسمان على موقع ديسكوغز (الإنجليزية)